# Hermine Reuss
Prințesa Hermine Reuss de Greiz (germană Hermine Prinzessin Reuß zu Greiz; 17 decembrie 1887 - 7 august 1947), a fost a doua soție a împăratului Wilhelm al II-lea al Germaniei (1859 - 1941).